# Cyprinion
Cyprinion és un gènere de peixos de la família dels ciprínids i de l'ordre dels cipriniformes.

## Taxonomia
- Cyprinion acinaces (Banister & Clarke, 1977)
  - Cyprinion acinaces acinaces (Banister & Clarke, 1977)
  - Cyprinion acinaces hijazi (Krupp, 1983)
- Cyprinion kais (Heckel, 1843)[3]
- Cyprinion macrostomum (Heckel, 1843)[4]
- Cyprinion mhalensis (Alkahem & Behnke, 1983)[5]
- Cyprinion microphthalmum (Day, 1880)
  - Cyprinion microphthalmum microphthalmum (Day, 1880)
  - Cyprinion microphthalmum muscatensis (Boulenger, 1888)
- Cyprinion milesi (Boulenger, 1888)[6]
- Cyprinion semiplotum (McClelland, 1839)[7]
- Cyprinion tenuiradius (Heckel, 1846)
- Cyprinion watsoni (Day, 1872)[8][9]